# Ciaran Clark
Ciaran Clark (* 26. September 1989 in Harrow, London) ist ein ehemaliger irisch-englischer Fußballspieler, der zuletzt bei Stoke City unter Vertrag stand.

## Karriere

### Verein
Mit elf Jahren begann er in der Jugendakademie von Aston Villa zu spielen. Er führte das U-18-Team als Kapitän an und gewann mit seinem Team die Premier Academy League 2007/08. Die Ligagruppe gewann man souverän mit 68 Punkten und rückte zusammen mit den U18-Teams des FC Arsenal, Manchester City und des AFC Sunderland in die Finalrunde ein. Nachdem Nathan Delfouneso im Halbfinale den 1:0-Siegtreffer gegen Arsenal schoss, schlug man im Finale durch die Tore von James Collins und Chris Herd die Mannschaft von Manchester City mit 2:0.
In der Saison 2008/09 ergatterte er sich einen Platz im Profikader. In der dritten Runde des UEFA-Pokal 2008/09 schaffte er es beim Rückspiel gegen PFK ZSKA Moskau auf die Ersatzbank, wurde allerdings nicht eingewechselt. Aston schied in der dritten Runde aus. Nachdem er bei den Profis keine Spielpraxis bekommen hatte, wurde er in die Reservemannschaft verschoben. In dieser stieg er zum Kapitän auf und gewann die Premier Reserve League South und schlug im Finale den Sieger der Premier Reserve League North, den AFC Sunderland.
Zur Saison 2009/10 nahm er wieder an der Vorbereitung der Profis teil, in der man den Peace Cup 2009 gewann, als man im Finale den italienischen Topklub Juventus Turin mit 4:3 im Elfmeterschießen besiegte.
Am 30. August 2009 absolvierte er beim 2:0-Sieg gegen den FC Fulham sein allererstes Premier-League-Spiel überhaupt. Nach dem verletzungsbedingten Ausfall von Stamminnenverteidiger Curtis Davies, spielte er zusammen mit Carlos Cuéllar in der Verteidigung. Nach einer guten Leistung, die er sogar mit einem Kopfballtor hätte krönen können, wurde er vom BBC ins Youngster-Team der Woche gewählt wurde.
Obwohl er von den Neuzugängen James Collins und Richard Dunne auf die Bank verdrängt wurde, entschied er sich seinen Platz nicht kampflos aufzugeben. Im November 2009 unterschrieb er einen neuen Vertrag, der bis zum Jahr 2012 gültig ist.
In der Saison 2010/11 spielte er die ersten beiden Ligaspiele gegen West Ham United und Newcastle United von Beginn an. Auch darauffolgenden League-Cup-Spiel gegen die Blackburn Rovers spielte er noch in der Startaufstellung. Nach einigen Spielen als Einwechselspieler, kehrte er gegen Birmingham City wieder zurück in die ersten Elf und blieb aufgrund der prekären Verletzungssituation zwei weitere Spielen in dieser. Am 27. November erzielte bei der 2:4-Heimniederlage gegen den FC Arsenal beide Tore für Aston Villa.
In der Saison 2012/13 wurde er nach einem Foul an Nikica Jelavić das erste Mal des Feldes verwiesen. Am 8. Dezember 2012 führte er beim 0:0-Unentschieden gegen Stoke City nach der Auswechslung von Gabriel Agbonlahor seine Mannschaft erstmals als Kapitän an. In der Spielzeit 2013/14 gehörte er abermals zum festen Aufgebot der Startelf und absolvierte 27 von 38 möglichen Ligaspiele, jedoch ohne Torerfolg. In der nächsten Saison waren es noch 18 von 38 möglichen Ligaspielen, in denen er ein Tor schoss, sowie drei Pokalspiele mit einem Tor und zwei Spiele im Ligapokal. Aston Villa stieg nach dieser Saison mit 17 Punkten Rückstand auf den nächsthöheren Tabellenplatz in die EFL Championship ab.
Anfang August 2016 wechselte Clark zu Newcastle United, die ebenfalls zur neuen Saison 2016/17 in die EEL Championship abgestiegen waren, und unterschrieb dort einen Vertrag mit einer Laufzeit von fünf Jahren. In seiner ersten Saison bestritt er dort 34 von 46 möglichen Ligaspielen, in denen er drei Tore schoss, sowie zwei Spiele im Ligapokal. Die Saison endete mit dem Wiederaufstieg von Newcastle in die Premier League.
Dort bestritt er in der nächsten Saison 20 von 38 möglichen Ligaspielen, in denen er zwei Tore schoss, sowie zwei Pokalspiele. Ab Mitte Februar 2018 wurde er bis zum Saisonende nicht mehr eingesetzt. In der Saison 2018/19 waren es 11 von 38 möglichen Ligaspielen mit drei Toren sowie zwei Spielen im Pokal und eins im Ligapókal.
In der Saison 2019/20 kam Clark auf 14 von 38 möglichen Einsätzen in Ligaspielen mit zwei geschossenen Toren sowie wiederum zwei Spielen im Pokal und eins im Ligapokal. Ab Mitte Februar fiel er bis Anfang November 2020 (in der nächsten Saison) aufgrund einer Knöchelverletzung aus. Dort hatte 22 von 38 möglichen Spielen mit einem Tor sowie ein Spiel im Pokal und drei im Ligapokal. Außerdem bestritt er zum Wiederaufbau ein Spiel bei der zweiten Mannschaft.
In der Saison 2021/22 waren es noch 13 von 38 möglichen Ligaspielen und ein Pokalspiel. Ab Mitte Februar 2022 hatte Clark bis zum Saisonende kein Spiel mehr. Mitte Juli 2022 wurde er für die Saison 2022/23 an Sheffield United in der EFL Championship ausgeliehen. Dort kam er auf 10 von 46 möglichen Ligaspielen mit zwei geschossenen Toren und ein Spiel im Ligapokal.
Clark war dann in der neuen Saison 2023/24 zunächst ohne Verein, bevor er Mitte Oktober 2023 von Stoke City, ebenfalls in der EEL Championship spielend, für den Rest der Saison verpflichtet wurde. Hier kam er auf lediglich drei von 35 möglichen Ligaspielen sowie drei weiteren Spielen in der zweiten Mannschaft, bei denen er ein Tor schoss.
Damit beendete er seine aktive Karriere.

### Nationalmannschaft
Clark durchlief die U-17 und U-18-Nationalmannschaften von England, in denen er auf acht Einsätze kam. Bei der U-19 absolvierte er sechs Spiele, drei davon in der Qualifikation im Rahmen der U-19-Fußball-Europameisterschaft 2008. Dabei erzielte er in der Qualifikation beim 6:0-Sieg über Rumänien ein Tor. Er qualifizierte sich als Gruppenerster, verpasste die Endrunde allerdings aufgrund einer Knöchelverletzung. 2009 wurde er in den U-20 Kader berufen, bekam die Kapitänsbinde und erzielte schon in seinem zweiten Spiel sein erstes Tor in einem Freundschaftsspiel gegen Italien.
Er hatte außerdem die Möglichkeit für die irische Fußballnationalmannschaft zu spielen, da seine Eltern und Großeltern aus Irland stammen. Im September 2010 versuchte die Football Association of Ireland ihn abzuwerben. Zu einem Ligaspiel gegen die Blackburn Rovers schickte man den Chefscout und U-21 Trainer Irlands Don Givens, um ihn genauer zu beobachten.
Am 5. Oktober gab Clark bekannt, im Falle einer Nominierung für die irische Fußballnationalmannschaft spielen zu wollen. Dabei soll auch sein Teamkollege Richard Dunne zwischen ihm, dem Verband und den Scouts vermittelt haben.
Am 12. November wurde er für das Freundschaftsspiel gegen Norwegen nominiert, allerdings nicht eingesetzt.
Am 8. Februar 2011 bestritt er im Aviva Stadium gegen Wales sein erstes A-Länderspiel für Irland. Am 6. Februar 2013 folgte im Länderspiel gegen Polen sein erstes Länderspieltor.
Bei der Fußball-Europameisterschaft 2016 in Frankreich wurde er in das Aufgebot Irlands aufgenommen und stand im ersten Spiel gegen Schweden in der Stammelf. Nach einer scharfen Hereingabe von Zlatan Ibrahimovic unterlief ihm ein Eigentor, das dem Team den Sieg kostete. Bei der 0:3-Niederlage gegen Belgien stand er noch einmal über 90 Minuten auf dem Platz. Danach wurde er bis zum Ausscheiden im Achtelfinale nicht mehr berücksichtigt.
Zu weiteren Einsätze bei Fußball- oder Europameisterschaften kam es mangels Qualifikation von Irland nicht.
Sein letztes Länderspiel bestritt er am 27. März 2021 im Rahmen eines Qualifikationsspiels zur Weltmeisterschaft 2022 gegen Luxemburg.

## Titel und Erfolge
- Premier Academy League: 2007/08
- Peace Cup: 2009
- Premier Reserve League: 2008/09, 2009/10